# Charles Héguin de Guerle
Charles Héguin de Guerle (né le 15 avril 1793 à Paris et mort le 1er juillet 1881 à Neuilly-sur-Seine) est professeur et latiniste à la faculté des lettres de Paris et inspecteur de l’académie de Lyon. Il est connu pour ses traductions de textes classiques latins. Il écrit également des romans ainsi qu'un essai.
En 1817, il est agrégé de sixième à Louis le Grand. Il est ensuite membre honoraire de la société du Caveau, appelée en abrégé le Caveau, célèbre goguette parisienne créée en 1729 par Pierre Gallet.
Il est le beau-fils de Jean-Nicolas-Marie Deguerle, censeur des études du collège royal de Louis-le-Grand, dont il publie plusieurs textes et traductions, notamment dans sa traduction du Satyricon.
Maire de Chevilly-Larue (auj. Val-de-Marne) de fin 1831 à mi-1832.

## Œuvres

### Romans spectacles, chansons
- À Béranger. L’Homme du peuple, couplets chantés à la réunion du caveau, le vendredi 3 octobre 1845
- Les Petits Braconniers ou Les Écoliers en vacances (spectacle, coauteur)
- Le Caveau : 1845 à 1881 Membre associé puis membre honoraire jusqu'à sa mort

### Essai
- Prosodie française, ou Règles de la versification française, Librairie classique, 1836

### Traductions
- Œuvres complètes d’Ovide (1830-1834)
- Œuvres complètes de Claudien (1834-1836)
- Poésies de Catulle (1862)
- Élégies de Tibulle (1862)
- Les Bucoliques et les Géorgiques de Virgile
- Satyricon de Pétrone (1861)
- Œuvres complètes de Cicéron (1866)

### Éditeur scientifique
- Les Fables de la Fontaine, 1860